# Vesícula (biología celular)
La vesícula en biología celular, es un orgánulo que forma un compartimento pequeño y cerrado, separado del citoplasma por una bicapa lipídica igual que la membrana celular.

Esquema de una célula animal típica, mostrando el citoplasma con sus componentes (u orgánulos). Orgánulos: (1) nucléolo; (2) núcleo; (3) ribosomas; (4) vesícula; (5) retículo endoplasmático rugoso (REr); (6) aparato de Golgi; (7) citoesqueleto; (8) retículo endoplasmático liso (REl); (9) mitocondrias; (10) vacuola; (11) citoplasma; (12) lisosoma; (13) centriolos.

Las vesículas almacenan, transportan o digieren productos y residuos celulares. Son una herramienta fundamental de la célula para la organización del metabolismo.
Se pueden encontrar en las células eucariotas de animales y vegetales.
Muchas vesículas se crean en el aparato de Golgi, pero también lo hacen en el retículo endoplasmático rugoso (RER), o se forman a partir de sectores de la membrana plasmática.
Las vesículas de secreción se denominan GERL (Golgi–Endoplasmic Reticulum–Lysosome complex), que significa una porción del retículo endoplásmico cerca del aparato de Golgi y carente de ribosomas. Estas vesículas se originan por secreción de las cisternas membranosas del complejo de Golgi, están presentes únicamente en las células eucariotas y se diferencian como  lisosomas (en animales) y vacuolas funcionales (en vegetales).

Las vesículas con alto contenido enzimático (fosfatasa ácida y otros complejos enzimáticos hidrosolubles) se encuentran empaquetados dentro de los lisosomas en sus 4 tipos (gránulo de reserva, heterofagosoma o vacuola digestiva, cuerpos residuales y el autofagosoma, citolisosoma o vacuola autofágica), las enzimas lisosómicas son sintetizadas por los ribosomas y empaquetadas y modificadas por las cisternas membranosas del complejo de Golgi.